# Клуазонне
Клуазонне (фр.: [klwazɔne]) — стародавня техніка декорування металевих предметів за допомогою кольорового матеріалу, який утримується на місці або відокремлюється металевими смужками чи дротом, як правило, із золота. Останніми століттями використовувалася склоподібна емаль, але інкрустація з гранованих дорогоцінних каменів, скла та інших матеріалів також використовувалася в більш давні періоди; дійсно, перегородчаста емаль, ймовірно, почалася як легша імітація перегородчастої роботи з використанням дорогоцінних каменів. Отримані об'єкти також можна назвати перегородчастим. Прикраса формується шляхом додавання відділень до металевого об'єкта за допомогою пайки або прикріплення срібла чи золота у вигляді дротів або тонких смужок, розміщених на їхніх краях. Вони залишаються видимими в готовому виробі, відокремлюючи різні відсіки емалі або вставки, які часто мають кілька кольорів. Об'єкти з перегородчастої емалі обробляються емалевим порошком, перетвореним у пасту, яку потім потрібно обпалити в печі. Якщо використовуються дорогоцінні камені або кольорове скло, шматочки потрібно вирізати або відшліфувати, щоб вони надавали форму кожному горбку.
У давнину техніка перегородчастого виробу використовувалася здебільшого для ювелірних виробів і невеликих пристосувань для одягу, зброї чи подібних невеликих предметів, прикрашених геометричними або схематичними візерунками, з товстими перегородчастими стінками. У Візантійській імперії були розроблені методи використання тоншого дроту, щоб дозволити створювати більше мальовничих зображень, які в основному використовувалися для релігійних зображень та ювелірних виробів, і на той час завжди використовували емаль. Це використовувалося в Європі, особливо в мистецтві Каролінгів і Оттона. До 14 століття ця техніка емалі була замінена в Європі на champlevé, але потім поширилася в Китаї, де незабаром її використовували для набагато більших посудин, таких як чаші та вази; ця техніка залишається поширеною в Китаї до сьогодні, а предмети з перегородчастої емалі з використанням китайських стилів вироблялися на Заході з 18 століття.
У середньовізантійській архітектурі перегородчаста кладка відноситься до стін, зведених із звичайного поєднання каменю та цегли, часто з більшою кількістю останньої. Прикладом є церква Паммакарістос у Стамбулі 11 або 12 століття.

## Історія

### Стародавній світ
Клуазонне вперше виникло у ювелірному мистецтві стародавнього Близького Сходу. А також це найдавніші відомі зразки використання емалі в техніці клуазонне — емаль заливали у комірки поміж золотих перегородок. Ця техніка використовувалася ще з III тисячоліття до н.е., наприклад, у Месопотамії, а згодом — в Єгипті, для надійного закріплення шматочків полірованого каміння та самоцвітів. Ймовірно, емаль з’явилася як дешевший спосіб досягти подібного ефекту.
Найдавнішими беззаперечними прикладами використання емалі є мікенські персні, знайдені в гробницях на Кіпрі й датовані XII століттям до н.е. — вони виготовлені з використанням дуже тонкого дроту.
У ювелірних виробах Стародавнього Єгипту, зокрема в нагрудних прикрасах фараонів, перегородки робилися з відносно товстіших смужок, а комірки клуазонне - невеликими. У Єгипті використовували як коштовне каміння, так і емалеподібні матеріали, які іноді називають скляною пастою.
Хоча багато єгипетських виробів, зокрема прикраси з гробниці Тутанхамона (приблизно 1325 р. до н.е.), часто описують як виконані в техніці "емалі", багато дослідників сумніваються, що скляна паста була достатньо розплавлена, щоб вважатися справжньою емаллю, і надають перевагу терміну "скляна паста". Ймовірно, температура плавлення скла та золота майже однакова, і навряд було можливо ефективно застосовувати емаль у тогочасних умовах виробництва в стародавньому Єгипті. Проте деякі приклади справжньої емалі все ж існують, можливо, починаючи з періоду Третього перехідного періоду Єгипту (з 1070 р. до н.е.). Але загалом емаль залишалася рідкісною як в Єгипті, так і в Греції.
Техніка клуазонне з’являється також у Кобанській культурі Північного та Центрального Кавказу і, можливо, сармати з часом передали її древнім кельтам, однак там переважно застосовувалась техніка шамплеве (вигравіруваних комірок).
Згодом емаль стала не єдиним наповнювачем маленьких комірок із товстими стінками, характерних для стилю пізньої античності та періоду переселення народів. Наприклад, у Саттон-Гу, більшість англосаксонських виробів виконані у техніці клуазонне з гранатом, хоча іноді в одному виробі поєднувались і гранат, і емаль.
Однією з проблем, що ускладнює визначення використання емалі в найдавніші періоди, є знахідки (зазвичай з розкопок), де осередки збереглись, але вміст втратився — такі випадки трапляються в різних регіонах: від Єгипту до Англії. Емаль стала більш поширеною, особливо в середньовічній Європі після 1000 року.

## Інтернет-ресурси
- Cloisonné Articles and Tutorials at The Ganoksin Project
- Chinese Cloisonné, Department of Asian Art, in Heilbrunn Timeline of Art History. New York: The Metropolitan Museum of Art, 2000–2004
- An Interview with Contemporary Enamel Artist Laura Zell Demonstrating Basic Cloisonné Techniques
- About TAMURA SHIPPO Cloisonne Enamel - TAMURA SHIPPO